# Venezillo cacahuampilensis
Venezillo cacahuampilensis là một loài chân đều trong họ Armadillidae. Loài này được Bilimek miêu tả khoa học năm 1867.